# Balogh Edina (táncművész)

Balogh Edina (Budapest, 1938. augusztus 29. – Párizs, 1997. szeptember 15.) magyar táncművész, revütáncos, a jazzbalett korai művelője.

## Életpályája
| „                  | Dina a kor legtehetségesebb táncosnője volt. | ” |
| – Jeszenszky Endre |                                              |   |

A MÁVAG-balettiskolában kezdett táncolni ikertestvérével, Évával. Az Állami Balettintézetnek hét évig volt a növendéke, de nem fejezhette be, mert 1956-ban kizárták. Ezután rövid időre Szegedre ment kartáncosnőnek. A Szegedi Nemzeti Színházban kisebb színészi feladatokat is osztottak rá és énekelt is. 1957-ben már újra Budapesten kapott felkéréseket, a Budapest Táncpalota, a Moszkva-kert, a Fővárosi Operettszínház, a Petőfi Színház, a Béke Szálló, a Magyar Televízió és a filmgyártás is foglalkoztatta. 1961-ben már vezető táncos, prímabalerina volt a Fővárosi Operettszínházban. 1963-ban Klapka Györggyel együtt három hónapos szerződést kapott Berlinbe, a Friedrichstadt-Palastba. Klapka György így emlékezett 2015-ben: 

„Négy évig együtt is éltem Edinával, de az egyik kedvenc partnerem volt a színpadon is. Edina később férjhez ment egy akkor nagyon ismert nőgyógyászhoz, aki gégerákban meghalt. Majd ismét társat választott, aki szintén a revüben dolgozott, de ez a férje is elhunyt.”

 (Ekkoriban ment férjhez dr. Héczey Nándorhoz, Pest akkori legismertebb nőgyógyászához.)
1965-ben jelentős szerepet kapott a Rapszódia az elragadtatásról című darabban, Garai Gábor verses–táncjátékában az Irodalmi Színpadon. A Szellő-lány szerepét osztották rá. A Szellő-lány hangja Szentpál Mónika volt, az előadásban partnerei voltak: Mensáros László – Szobrász; Nagy Margit – Szobor-lány; Bánffy György – Mester; Tallós Endre, Koncz Gábor (szerepkettőzés) – Árnyék. 1967-ben ismét Berlinben táncolt. Korda János táncművésszel, a kelet-berlini Friedrichstadt-Palastban, majd Drezdában, Rostockban, Lipcsében, és Nyugat-Németországban: Kölnben illetve Nyugat-Berlinben is. Disszidálása után Európában turnézott, Nyugat-Németországban, Brüsszelben, Párizsban lépett fel, amikor megismerkedett Alexander Fischerrel, második férjével. Még egy ideig táncolt, de amikor vetkőzni is kellett a szólistáknak, abbahagyta.
Koreográfiákat készített Párizsban, nem érezte jól magát, de ott élt haláláig.
| „              | Én annyira szeretek táncolni, hogy még színházon kívül is állandóan táncolnék… | ” |
| – Balogh Edina |                                                                                |   |

## Halála
1997. szeptember 15-én Párizsban öngyilkos lett. Kiugrott a nyolcadik emeleti lakásából, és szörnyethalt. Kilátástalan volt az élete. 

„Párizs más, más az élet, más a stílus, nekem idegen... Nem érzem itt jól magam... Ha az ember elér egy kort, akkor már nem érdekes. Főleg, ha táncosnő.”

## Színházi munkáiból
- 1960. november 26.. – Fővárosi Operettszínházban  a Magyar Televízió operetthangversenye (Balogh Edina és a tánckar)
- Jégcsemege – Sakkbalett... táncos (Kisstadion)
- Jacques Offenbach: Szép Heléna... Lalagé (Fővárosi Operettszínház)
- Jacques Offenbach: Banditák... táncos (Fővárosi Operettszínház)
- Miloš Vacek: Jó éjt Bessy!...  táncos (Fővárosi Operettszínház)
- ifj. Johann Strauss: Egy éj Velencében... szólótánc (Fővárosi Operettszínház)
- Garai Gábor: Rapszódia az elragadtatásról... Szellő-lány (Irodalmi Színpad, Budapest)
- Franz von Suppé: Boccaccio...   táncos (Fővárosi Operettszínház)
- Kerekes János – Romhányi József: Kard és szerelem... Estrella (Fővárosi Operettszínház)
- Lajtai Lajos – Kellér Dezső: Három tavasz... táncos (Fővárosi Operettszínház)
- Kálmán Imre:Csárdáskirálynő... táncos (Fővárosi Operettszínház)
- Kálmán Imre: Marica grófnő... táncos (Fővárosi Operettszínház)
- Ábrahám Pál: Bál a Sávolyban... szólótánc (Fővárosi Operettszínház)
- Lehár Ferenc: A mosoly országa... szólótánc (Fővárosi Operettszínház)
- Vincze Ottó: Budai kaland... szólótánc (Fővárosi Operettszínház)
- Gyulai-Gaál Ferenc – Semsei Jenő: Békebeli háború... szólótánc (Fővárosi Operettszínház)
- Fényes Szabolcs – Halász Rudolf: Csintalan csillagok... táncos (Fővárosi Operettszínház)
- Ránki György – Innocent-Vincze Ernő: Hölgyválasz... szólótánc (Fővárosi Operettszínház)
- Fehér Klára – Bágya András – Szenes Iván: Három napig szeretlek... táncos (Fővárosi Operettszínház)
- Aszlányi Károly – Karinthy Ferenc – Gyulai Gaál János – Romhányi József: A hét pofon... Szólótáncos (Petőfi Színház, Budapest)
- Tóth Miklós – Zágon István – G. Dénes György: Köztünk maradjon... Az Illat-táncot táncolja (Blaha Lujza Színház, a Fővárosi Operettszínház kamaraszínháza, Budapest)
- Eisemann Mihály: Bástyasétány 77... Az Álomkép táncosa (Blaha Lujza Színház, a Fővárosi Operettszínház kamaraszínháza, Budapest)

## Filmes, televíziós szerepei
- Vasvirág (1958)... Táncos
- Bogáncs (1959)
- Csudapest (1962)
- És Ön mit tud? (1962)
- Magyar Televízió Szilveszter (1962. december 31.)
- Színészek a porondon (1963)
- Jacques Offenbach: Banditák (A Magyar Televízió élő közvetítése a Fővárosi Operettszínházból – 1963. március 16. 19.05 órai kezdettel)
- Tánckongresszus (1966)... Felszólaló
- Francia operettekből – (MTV, 55 perc 1972. október 4-én került bemutatásra a tévében, 20.55 órai kezdettel.)
- Az utolsó show jogán 1. – (zenés tévéműsor MTV 1, 1991. június 22. 16:27)